# 跡見學園女子大學
跡見學園女子大學是一所位於日本東京都的私立大學，1965年設立。

## 沿革
- 1875年 - 創辦人跡見花蹊（日语：跡見花蹊）於東京成立跡見學校。
- 1913年 - 改組為財團法人跡見女學校。
- 1944年 - 改制為跡見高等女學校。
- 1946年 - 跡見高等女學校設置專攻科。
- 1951年 - 成立學校法人跡見學園。
- 1965年 - 跡見學園女子大學成立於埼玉縣新座市，初設文學部，含國文及美學美術史二學科。
- 1967年 - 增設英文學科。
- 1974年 - 增設文化學科。
- 1992年 - 新圖書館完工。
- 2002年 - 文學部改組，設人文學科及臨床心理學科；同年成立管理學部。
- 2005年 - 大學院人文科學研究科開設。
- 2008年 - 跡見學園女子大學短期大學部停辦，原校址改設為文京校區。
- 2011年 - 校本部遷移至文京校區。
- 2015年 - 設立觀光群體學部。
- 2018年 - 設立心理學部。

## 教學組織

### 學部
文學部
- 人文學科
- 交流文化學科
- 現代文化表現學科

管理學部
- 管理學科
- 生活環境管理學科

觀光群體學部
- 觀光設計學科
- 群體設計學科

心理學部
- 臨床心理學科

### 大學院
人文科學研究科
- 日本文化專攻
- 臨床心理學專攻

管理研究科
- 管理專攻

### 附屬機關
- 附屬圖書館
- 花蹊紀念資料館
- 情報媒體中心
- 心理教育相談所

## 對外關係

### 海外
跡見學園女子大學與下列海外學校有合作關係：
| 加拿大 - 加拿大皇家大學 法國 - 西部天主教大學 英国 - 斯特靈大學 | 德国 - 慕尼黑大學 臺灣 - 國立政治大學 美国 - 洛爾哥倫比亞學院 |

## 相關人物

### 畢業校友
- 中林美惠子（日语：中林美恵子） - 前眾議院議員。
- 前川陽子（日语：前川陽子） - 歌手。
- MAKO - 聲優。

## 交通資訊
文京校區
於東京地下鐵丸之內線茗荷谷站下車，徒步約2分鐘。
新座校區
於東武鐵道東上本線志木站轉乘西武巴士，在「跡見女子大」站牌下車。

## 外部連結
- 跡見學園 （页面存档备份，存于）
- 跡見學園女子大學 （页面存档备份，存于）